# Over Bjoergvin graater himmerik
Over Bjoergvin graater himmerik är det andra fullängds studioalbumet av det norska black metal-bandet Taake. Albumet utgavs 2002 av skivbolaget Wounded Love Records.

## Låtförteckning
1. "Over Bjoergvin graater himmerik I" – 4:52
2. "Over Bjoergvin graater himmerik II" – 6:41
3. "Over Bjoergvin graater himmerik III" – 6:12
4. "Over Bjoergvin graater himmerik IV" – 6:31
5. "Over Bjoergvin graater himmerik V" – 6:23
6. "Over Bjoergvin graater himmerik VI" – 4:02
7. "Over Bjoergvin graater himmerik VII" (instrumental) – 4:24

Text och musik: Hoest

## Medverkande
Musiker (Taake-medlemmar)
- Hoest (Ørjan Stedjeberg) – sång, gitarr
- Keridwen (Stephanie Karen Carol Allouche) – basgitarr, piano
- C. Corax (Jan Martin Antonsen) – gitarr

Bidragande musiker
- Mutt (Terje Martinussen) – trummor

Produktion
- Pytten (Eirik Hundvin) – producent, ljudtekniker
- Davide – producent, ljudtekniker
- Herbrand (Herbrand Larsen) – producent, ljudtekniker
- Sgit – foto